# Ahmad bin Ali Stadion
Az Ahmed bin Ali Stadion (arabul: ملعب أحمد بن علي), ismertebb nevén az al-Rajján Stadion egy sportcsarnok al-Rajjánban, Katarban. Otthont az Al-Rayyan Sports Clubnak és az Al-Kharitiyath Sports Clubnak. A 2003-ban épített stadionnak 40 740 fős a befogadóképessége.

## Stadion
Az első Ahmed bin Ali Stadiont 2015-ben lebontották, hogy helyet adjon az al-Rajján Stadionnak. A törmelékek 90%-át újra felhasználták a második stadion felépítésében. A Katar által rendezett 2022-es labdarúgó-világbajnokságra építették újra. Az eredeti 21 ezer fős befogadóképességet 40 740-re bővítették.
Az építést 2016 elején kezdték meg. Az al-Balagh és a Larsen & Toubro közreműködéseként készül. A világbajnokság után 21 ezer főre fogják csökkenteni a befogadóképességét és az Al-Rayyan SC otthona lesz.
A stadiont 2020. december 18-án nyitották meg, Katar nemzeti ünnepnapján. Ezek mellett játszottak itt mérkőzéseket a 2020-as FIFA-klubvilágbajnokságon is.